# 금광 나들목
금광 나들목(Geumgwang IC)은 경기도 안성시 금광면 장죽리에 설치될 예정인 세종포천고속도로의 나들목이다. 2026년 12월에 개통될 예정이다.

## 역사
- 2020년 3월 10일 : 나들목 신설을 위해 안성시 도시계획시설 교통광장에 금광면 장죽리 일원을 고시[1]

## 구조물 정보
- 위치 : 경기도 안성시 금광면 장죽리

## 접속하는 도로
- 지방도 제325호선 (배티로)